# Macintosh XL
Le Macintosh XL est un ordinateur Apple commercialisé en janvier 1985. C'était en fait un Lisa 2/10 (antérieur au Macintosh) doté d'un émulateur, MacWorks XL, afin de faire tourner Mac OS ainsi que les applications développées pour les Macintosh.

## Caractéristiques
Le Macintosh XL dispose d'un processeur Motorola 68000, cadencé à 5 MHz et avec 512 Ko de RAM. Il a un écran intégré de 12 pouces avec une résolution de 720×364 pixels.